# Felix Bernstein
Felix Bernstein (1878, Halle, Alemania - 1956, Zúrich, Suiza) fue un matemático conocido por desarrollar un teorema de equivalencia de conjuntos en 1897. Fue alumno del matemático alemán Georg Cantor.

## Enlaces
- http://www-groups.dcs.st-and.ac.uk/~history/Mathematicians/Bernstein_Felix.html

- Datos: Q77523
- Multimedia: Felix Bernstein / Q77523